# Nikołajewka (obwód irkucki)
Nikołajewka (ros. Николаевка) – wieś (sieło) w Rosji, w obwodzie irkuckim, w rejonie tajszeckim. W 2010 liczyła 1063 mieszkańców.